# ロバート・スモールズ (ミサイル巡洋艦)
ロバート・スモールズ (USS Robert Smalls, CG-62) は、アメリカ海軍のタイコンデロガ級ミサイル巡洋艦の16番艦。
元の艦名であったチャンセラーズビル (USS Chancellorsville)は南北戦争中のチャンセラーズヴィルの戦いに由来しており、南軍が勝利を収めた戦いに因んで命名された数少ない艦であった。しかし2023年2月27日、アメリカ海軍は本艦の艦名をロバート・スモールズ下院議員に因む「ロバート・スモールズ」に改名することを発表した。

## 艦歴
チャンセラーズビルは日本の横須賀基地を母港として太平洋に展開し、キティホークを核とする空母打撃群の防空を担当した。
2006年8月にチャンセラーズビルはシャイローとシップ・スワップを行った。チャンセラーズビルはシャイローの母港であったアメリカ合衆国西海岸カリフォルニア州サンディエゴが新たな母港となり、シャイローは横須賀に配備されたが、両艦の乗組員はそれぞれの母港に留まることとなった。
2012年からはミサイル防衛のためのイージスシステムのアップグレードを開始し、2014年に完了した。その試験中だった2013年11月16日、カリフォルニア州南部のポイント・ムグ沖で、無人標的機BQM-74が左舷上構に衝突した。この事故で、チャンセラーズビルの左舷上構に約90センチメートルの破孔ができ、水兵2名が軽い火傷を負った。
2015年6月18日、アメリカのアジア重視戦略（「リバランス」）の一環により配備先の横須賀基地に到着した。2017年までに第7艦隊に追加配備が計画されているイージス艦3隻のうち1隻目として配備（第7艦隊では10隻目）。イージスシステムをベースライン9Aにアップデート搭載しており、弾道ミサイル防衛システム（BMD）機能を持たない対空戦（AAW）機能特化型である。
2022年8月28日、僚艦アンティータムとともに台湾海峡を通過し、同海峡が国際海峡であることを中華人民共和国に示した。同年11月29日には航行の自由作戦の一環として、南シナ海で中国の支配下にあるファイアリー・クロス礁付近を通過した。
2023年2月27日、アメリカ海軍は本艦の艦名を、ロバート・スモールズ下院議員に由来する「ロバート・スモールズ」に改名することを発表した。ロバート・スモールズはサウスカロライナ州で生まれた元奴隷で、南北戦争中の1862年に南軍に徴兵されたが、南軍の蒸気船「プランター」を家族や乗組員と共に鹵獲して脱出し、プランターとその搭載物資を米海軍に引き渡したことで知られる。
アメリカ海軍は本艦は2026年まで運用する計画である。